# VII. Henrik német-római császár
VII. Henrik (németül: Heinrich VII.; 1274. július 12. – 1313. augusztus 24.) német király 1308-tól és német-római császár 1312-től. Ő volt a Luxemburg-ház első császára. Uralkodása idején megerősítette a császári hatalmat Itáliában és megihlette Dino Compagnit és Dante Alighierit dicsőítéseik írására.

## Élete

### Ifjúkora
Henrik VI. Henrik luxemburgi gróf és Avesnes-i Beatrice fiaként látta meg a napvilágot.

### Megválasztása
Mint jelentéktelen gróf, megválasztását Péter mainzi érsek és bátyja, Balduin trieri érsek pártfogásának köszönheti.
Első intézkedései egyikeként az 1309-es speyeri birodalmi gyűlésen törvényen kívül helyezte elődje, I. Albert gyilkosait.

### Csehország megszerzése
Családja hatalmának erősítése érdekében a cseh korona megszerzésén munkálkodott. Az ebben az időben a cseh trónon ülő Karintiai Henrik megbuktatására tett kísérlete is sikerrel járt. Fiának, Jánosnak – az utolsó Přemysl – III. Vencel nővérével kötött házasságának terve megvalósult, János 1310-ben Csehország királya lett.

### Itáliai útja
1309. augusztus 15-én Henrik bejelentette igényét, hogy Rómába utazzon és csak arra várt, hogy seregei 1310. október 1-re felálljanak. Német uralkodó a Hohenstaufok óta nem tett kísérletet a félszigeten a birodalom fennhatóságának helyreállítására. Lombardia meghódolt előtte, miután azonban serege eltartására a városoktól hatalmas pénzeket követelt, azok Milánóval az élen 1311-ben fellázadtak ellene. Azzal, hogy a milánói felkelést leverte, eldöntötte a város feletti hatalomért küzdő della Torre és Visconti családok harcát, az utóbbiak javára. Milánó alávetését és Brescia elfoglalását követően a Firenzei Köztársaság lett a legfőbb ellenfele.
Henrik ekkor még nem Firenze ellen fordult, hanem Rómába vonult. Itt császárrá koronázták, mely cím II. Frigyes halála óta betöltetlen volt. 1312. június 29-én helyezték a fejére a koronát, bár ezt Róbert nápolyi király igyekezett megakadályozni.
Elhatározta, hogy visszaszerzi a birodalom dicsőségét és minden erejét Észak-Itália ellen fordította, hogy szembeszálljon a Firenze vezette császárellenes szövetséggel. A város ostroma azonban kudarcba fulladt. Közben Pisában megjelent előtte Albert gyilkosa, a kegyelmet kérő Parricida János. Henrik őt fogságba vetette, ahol az hamarosan meghalt.
Vitában keveredett azonban a guelfekkel és a ghibellinekkel (főként Toszkánában), és Róbert nápolyi király, illetve V. Kelemen pápa is aggódott tervei miatt. Henrik meg akarta büntetni Róbertet ellenállása miatt (Provence grófjaként Róbert Henrik vazallusának számított). Ám Siena sikertelen ostroma után a császár megbetegedett, és 1313. augusztus 24-én meghalt Siena közelében. A pisai dómban temették el.
Henrik halála után két rivális, a Wittelsbach-házbeli Lajos bajor király és a Habsburg Szép Frigyes szállt harcba a koronáért. Harcuk a mühldorfi csatában teljesedett ki 1322. szeptember 28-án. A győztes Lajos lett.

### Utóélete
Henrik a híres alto Arrigo Dante Paradicsomában, ahol a költő bemutatja a becsület helyét, ami várta Henriket a mennyben. Dante rengetegszer említi úgy mint a „Purgatorio”, a megmentő, aki eljött Itália földjére és véget vetett az Egyház alkalmatlan kormányzásának. VII. Henrik sikerei Itáliában nem voltak tartósak. Halála után a császárellenes erők visszanyerték befolyásukat.

## Családja
Henrik 1292. június 9-én Tervurenben vette el Brabanti Margitot (1276. október 4. – 1311. december 14.), I. János brabanti herceg leányát, akitől három gyereke született:
1. I. János[2] (1296. augusztus 10. – 1346. augusztus 26.),
2. Mária[2] (1304 – 1324. március 26., Issoudun-en-Berry), 1322. szeptember 21-én Párizsban ment hozzá IV. Károly francia királyhoz.
3. Beatrix[2] (1305 – 1319. november 11.), 1318-ban ment hozzá I. Károly magyar királyhoz.

## Galéria

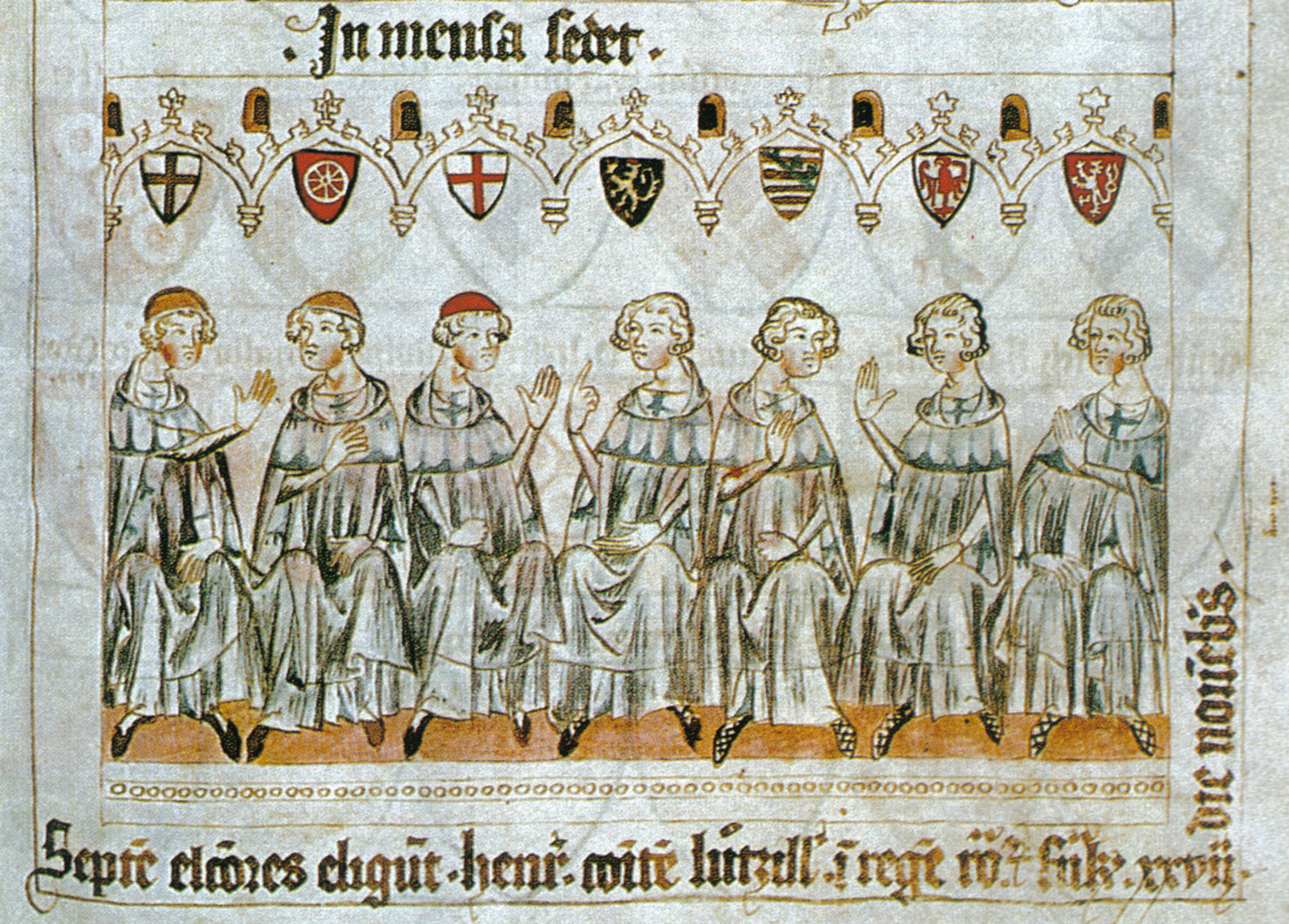
A Henriket megválasztó hét választófejedelem
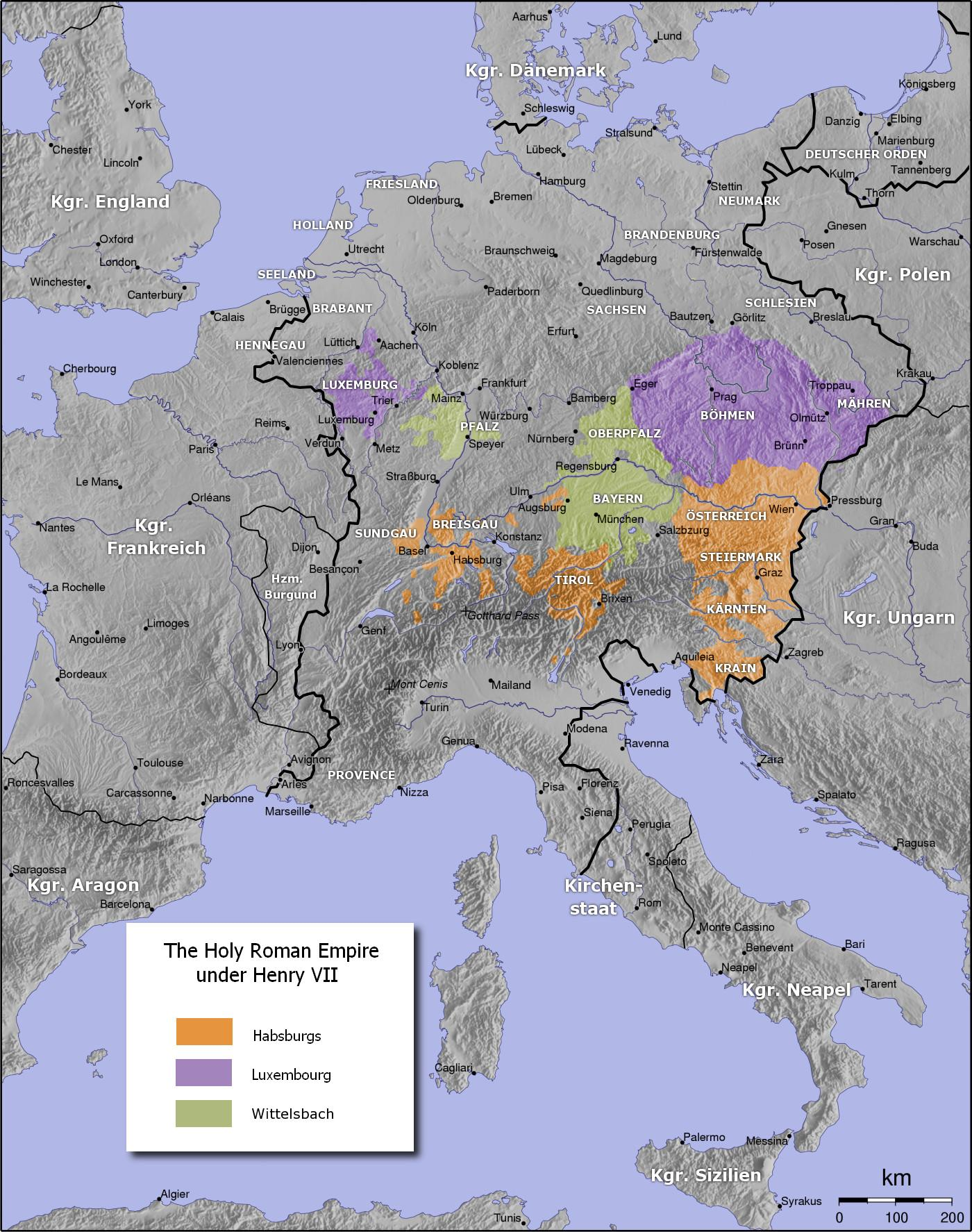
Henrik közvetlen irányítása alatt álló területek
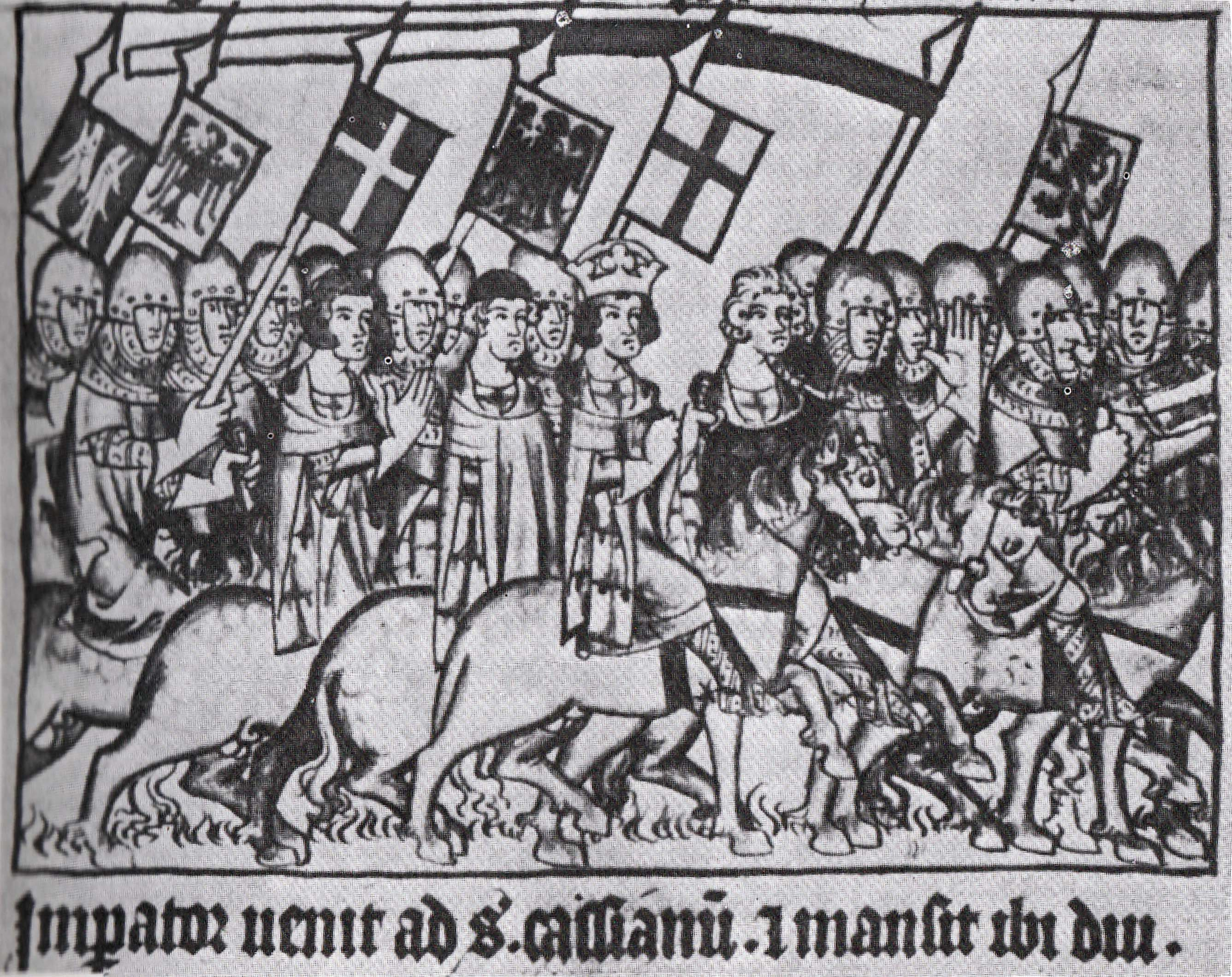
Henrik hadjárata San Cascianóban
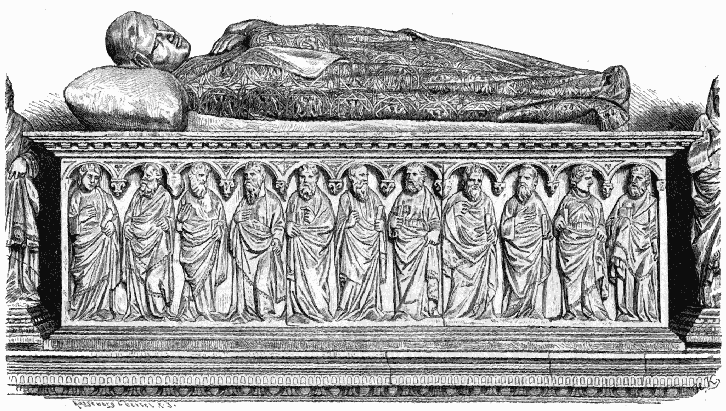
Henrik sírja

## Fordítás
- Ez a szócikk részben vagy egészben  a   Henry_VII,_Holy_Roman_Emperor című angol Wikipédia-szócikk ezen változatának fordításán alapul.  Az eredeti cikk szerkesztőit annak laptörténete sorolja fel. Ez a jelzés csupán a megfogalmazás eredetét és a szerzői jogokat jelzi, nem szolgál a cikkben szereplő információk forrásmegjelöléseként.